# George Meyer
George Meyer   (Suïssa, 1879 - segle XX) fou un futbolista i dirigent esportiu suís de la dècada de 1900.

## Trajectòria
Jugava a les posicions de mig centre o de defensa. Va arribar al FC Barcelona l'any 1901 procedent de l'Excelsior i el Fussballclub Zürich. Amb el Barcelona jugà fins 1904, on disputà 32 partits i marcà 6 gols, guanyant la Copa Macaya (1902) i la Copa Barcelona (1903). També fou vicepresident del club la temporada 1903-04. Era amic personal de Joan Gamper i Walter Wild. El 1904 mantingué certes diferències amb Gamper i finalment marxà al RCD Espanyol, on jugà la següent temporada.